# Йоакім Нільссон (футболіст, 1994)
Не варто плутати з повним тезкою, іншим гравцем збірної Швеції, учасником ЧС-1990 та Євро-1992, Йоакімом Нільссоном.
Йоакім Нільссон (швед. Joakim Nilsson, нар. 6 лютого 1994, Гернесанд) — шведський футболіст, захисник клубу «Сент-Луїс Сіті» та національної збірної Швеції.

## Клубна кар'єра
У дорослому футболі дебютував 2009 року виступами за команду «Ельярна» з рідного міста Гернесанд, вихованцем якої і був. В рідній команді, яка виступала у четвертому за рівнем дивізіоні Швеції, провів два сезони, взявши участь у 19 матчах чемпіонату.
На початку 2011 року Нільссон перейшов в «Сундсвалль», але перші два сезони грав за молодіжну команду і лише в листопаді 2012 року був заявлений за першу команду. 29 вересня 2013 року в матчі проти «Хаммарбю» він дебютував у Супереттан, другому за рівнем дивізіоні країни. У 2014 році Йоакім допоміг команді вийти в еліту. 6 квітня в матчі проти «Мальме» він дебютував у Аллсвенскан лізі. 9 квітня 2015 року в поєдинку проти «Отвідаберга» Нільссон забив свій перший гол за «Сундсвалль».
На початку 2016 року Йоакім перейшов в «Ельфсборг», підписавши контракт на п'ять років. Сума трансферу склала 500 тис. євро. 3 квітня в матчі проти «Геккена» Нільссон дебютував за нову команду. 
В липні 2019 року Йоакім приєднався до складу «Армінії», підписавши з клубом 3-річний контракт.

## Виступи за збірні
У 2013 році провів 6 матчів за юнацьку збірну Швеції, а з 2015 року залучався до складу молодіжної збірної Швеції. На молодіжному рівні зіграв у 7 офіційних матчах.
2016 року захищав кольори олімпійської збірної Швеції на Олімпійських іграх 2016 року у Ріо-де-Жанейро.
6 січня 2016 року дебютував в офіційних іграх у складі національної збірної Швеції в товариському матчі проти збірної Естонії (1:1), замінивши на 70 хвилині Керіма Мрабті. Наразі провів у формі головної команди країни 14 матчів.
| Дата       | Місто     | Господарі | Результат  | Гості       | Турнір                               | Голи | Примітки |
| ---------- | --------- | --------- | ---------- | ----------- | ------------------------------------ | ---- | -------- |
| 6-1-2016   | Абу-Дабі  | Швеція    | 1 – 1      | Естонія     | товариський матч                     | -    | 70'      |
| 8-1-2017   | Абу-Дабі  | Швеція    | 1 – 2      | Кот-д'Івуар | товариський матч                     | -    | 46'      |
| 12-1-2017  | Абу-Дабі  | Швеція    | 6 – 0      | Словаччина  | товариський матч                     | -    | 60'      |
| 7-1-2018   | Абу-Дабі  | Естонія   | 1 – 1      | Швеція      | товариський матч                     | -    |          |
| 31-3-2021  | Стокгольм | Швеція    | 1 – 0      | Естонія     | товариський матч                     | -    |          |
| 29-5-2021  | Стокгольм | Швеція    | 2 – 0      | Фінляндія   | товариський матч                     | -    |          |
| 5-9-2021   | Стокгольм | Швеція    | 2 – 1      | Узбекистан  | товариський матч                     | -    |          |
| 9-10-2021  | Стокгольм | Швеція    | 3 – 0      | Косово      | Відбір до ЧС 2022                    | -    |          |
| 11-11-2021 | Батумі    | Грузія    | 2 – 0      | Швеція      | Відбір до ЧС 2022                    | -    | 64'      |
| 14-11-2021 | Севілья   | Іспанія   | 1 – 0      | Швеція      | Відбір до ЧС 2022                    | -    |          |
| 24-3-2022  | Стокгольм | Швеція    | 1 – 0 д.ч. | Чехія       | Відбір до ЧС 2022                    | -    | 46'      |
| 2-6-2022   | Любляна   | Словенія  | 0 – 2      | Швеція      | Ліга націй УЄФА 2022—2023 - 1-й етап | -    |          |
| 5-6-2022   | Стокгольм | Швеція    | 1 – 2      | Норвегія    | Ліга націй УЄФА 2022—2023 - 1-й етап | -    |          |
| 9-6-2022   | Стокгольм | Швеція    | 0 – 1      | Сербія      | Ліга націй УЄФА 2022—2023 - 1-й етап | -    | 42'      |
| Усього     |           | Матчів    | 14         |             | Голів                                | 0    |          |

## Особисте життя
Має старшого брата Пера, який також став професійним футболістом і грав за збірну Швеції.